# Коротоякский Вознесенский монастырь
Коротоякский Вознесенский мужской монастырь — несохранившийся монастырь, располагавшийся в городе Коротояк (ныне село Коротояк в Острогожском районе Воронежской области) в России.

## История
Коротоякский Вознесенский монастырь был основан, по всей видимости, в конце царствования Алексея Михайловича, не позднее 1675 года. В этом году его настоятель чёрный поп Феодосий просил царя Алексея Михайловича об отводе монастырю угодий из государевой земли. Тем не менее, судя по всему, Феодосий был не первым строителем обители, поскольку время её основания почти совпадает со временем основания самого города Коротояк (1648 год). Монастырь этот называли иногда «Новым», так как он одним из первых появился в этой местности, а также «Вознесенским» — по главному храму монастыря, «Сергиевским» — по придельному храму и «Коротоякским» — по расположению. Первоначальное местоположение монастыря — на посаде под городом, над рекой Дон. Как и сам город, монастырские постройки были деревянными, таковой была и ограда. В монастыре имелась деревянная церковь во имя Вознесения Господня с приделом преподобного Сергия, но считались они как две разные церкви.

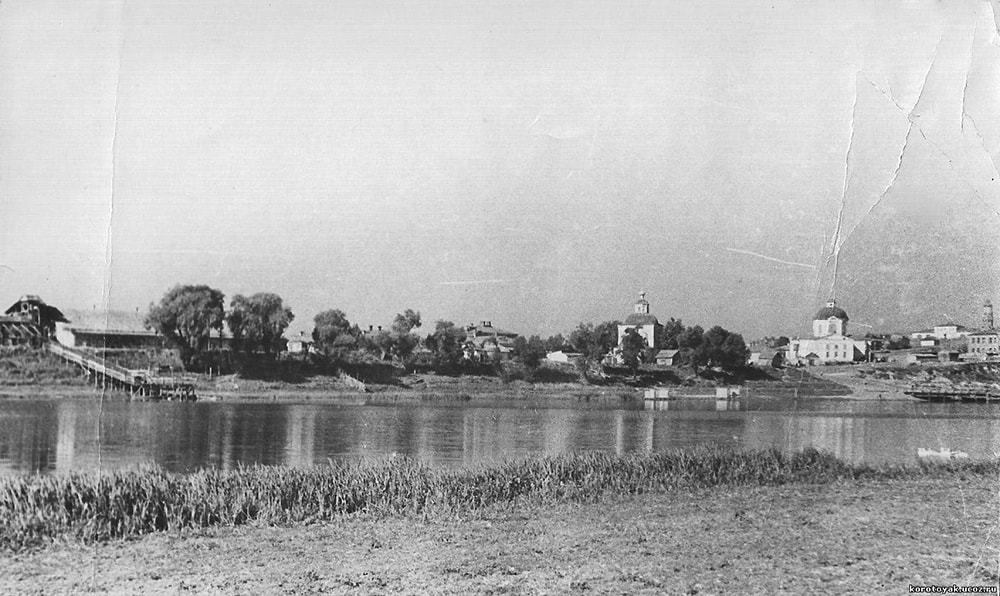
Коротоякский Вознесенский монастырь

До 1682 года у монастырь не существовало никаких имений. Бывший к этому времени строитель чёрный поп Тит доносил грамотой великим князьям Иоанну и Петру Алексеевичам, что Коротоякский монастырь пришёл в немалую ветхость, а средств на восстановление у него нет никаких. В том же донесении Тит выпросил у государей в пользу монастыря мельницу на реке Девице. Тем не менее, доходы с мельницы не смогли поправить бедственное положение обители. В 1689 году новый строитель монастыря Иосиф обратился к Петру Алексеевичу повторно для разрешения проблемы. В результате по указу Петра Алексеевича монастырю наконец были выделены земли за рекой Потудань, между сёл Девица и Песковатка, помимо этого под монастырские нужды были отведены дворовые места возле земли боярского сына Марка Сухарева и немало сенных покосов, о чём и была сделана выписка из строевой книги попу Иосифу и старцу Иову. Примерно в это же время дополнительно были выделены: поляна за Доном у устья затона; ниже по реке — поляна между селом Малое Копанище и Турлушного озера; осиновая поляна в государевой луке; место под огороды и пчельник под горами Бугрейка. Однако монастырь просуществовал недолго и был по непонятной причине упразднён Петром Великим. Имущество было передано в близлежащую Лысогорскую пустынь. После смерти Петра Великого по указу Воронежского преосвященного Иоанникия в 1741 году монастырь велено было восстановить.
Первым строителем был назначен игумен Игнатий. Средств на восстановление монастырских строений не было. Игнатий решил перенести монастырь на новое место, ближе к городу, в месте переправы через Дон. Под монастырь уступили приходскую Успенскую церковь, которая была переименована в Вознесенскую (как в прежнем монастыре). За три года Игнатий построил кельи для братии и ограду, устроил в трапезной придел в честь преподобного Сергия. Все постройки вновь были деревянными. Монашествующей братии в этом монастыре было очень мало.

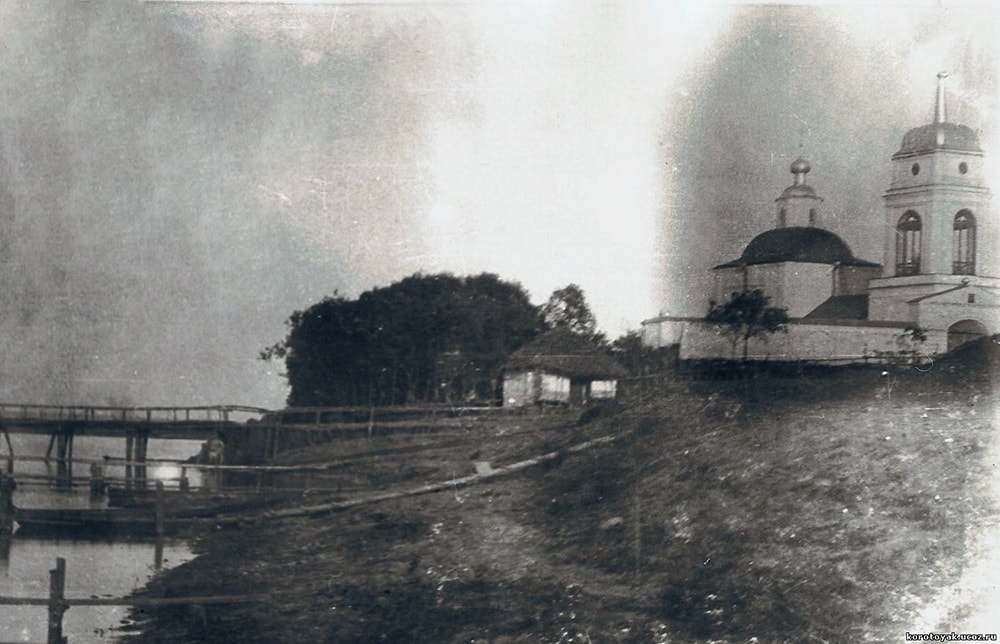
Коротоякский Вознесенский монастырь

В 1747 году был назначен новый строитель — игумен Иоаким. По приезде на место он увидел, что в монастыре нет ни одного иеромонаха либо иеродиакона. Обращением к преосвященному Феофилакту он выпросил для богослужений в монастырь вдовствующих священников Корнилия, Тихона, Авдея и дьякона Иоанна из близлежащих сёл. Из-за бедности монастыря как братией, так и строениями по учреждению штатов в 1764 году монастырь был оставлен на своём содержании. Скудные доходы монастыря доводили его порой до крайней нужды. Тем не менее стараниями преданных своему делу людей, таких как иеромонах-казначей Феофан и игумен Протасий, строительство монастыря, хотя и медленно, но продолжалось. Их стараниями к 1764 году была построена каменная церковь, хотя и с оставшимся старым приделом из дерева. К 1776 году этот придел был разобран. По учреждению штатов в Коротоякском монастыре было определено быть братии из 6 человек со строителем. В основном это были престарелые священнослужители. Существовал монастырь на деньги из казённой руги — 300 рублей, доходов от мельницы — 400 рублей, а также доходов от земель и пожертвований. Помимо скудости доходов на монастырь неоднократно обрушивались напасти и беды иного характера, например, имели место многочисленные тяжбы с городской управой и местными помещиками, касающиеся захвата монастырских земель и территорий. Представителям монастыря едва удавалось справиться в судебных спорах. Для того, чтобы хоть как-то поправить дела обители, строитель Порфирий занялся устройством торговых лавок на территории монастыря. Отчёты о доходах монастыря свидетельствуют, что эти действия имели определённый успех. Однако в дополнение к вышеописанным бедствиям монастырь был дважды ограблен: впервые это случилось в 1802 году, когда со взломом было похищено 30 рублей; позже, во второй раз, были украдены все 6 имеющихся лошадей. Монастырь продолжал ветшать и разрушаться. Новый настоятель Иоасаф, испросив книжки для подаяний, с трудом сумел на имеющиеся пожертвования отремонтировать кровлю на церкви и каменную ограду вокруг монастыря. Вместе с тем находились и богатые благотворители, жертвующие на монастырь крупные суммы. Среди них значился помещик Михаил Тимофеевич Бородин. Была перестроена церковь, а Сергиевский придел переименован в честь иконы Казанской Пресвятой Богородицы. Новая церковь была освящена 23 апреля 1811 года. Помимо этого Бородин на свои средства и из пожертвованного им кирпича построил новые кельи для братии. Для поддержания монастыря его строитель Самуил счёл необходимым причислить к Коротоякскому монастырю упразднённый Дивногорский и его приходские церкви. Однако в 1812 году прошение об этом было оставлено Консисторией без рассмотрения на неопределённый срок. По причине расположения обители на крутом берегу Дона на него обрушилась новая беда: в результате постоянного разрушения берега реки сильным течением монастырская стена, несмотря на все предпринимаемые мероприятия по её укреплению, покосилась, и возникла опасность её падения в скором времени. Денег на перенос стены или инженерные укрепления в монастыре не было, и новые строители стали задумываться о переносе монастыря на иное место. Об этом стал хлопотать строитель Моисей в 1823 году, подав соответствующее прошение преосвященному Епифанию. После долгих исследований разного рода комиссий состояния обители и уточняющей переписки Священный Синод счёл перенос Коротоякского монастыря возможным. По представлению Священного Синода решение было утверждено Государем от 24 декабря 1827 года и направлено соответствующее распоряжение. 25 января 1828 года приказ был получен преосвященным Антонием. Перед окончательным переводом в монастыре была проведена полная перепись имущества. Монастырь был переведён на новое место при следующем строителе Афанасии в местечко Дивы с наименованием его Дивногорским, а каменная Вознесенская церковь Коротоякского монастыря вместе с каменной оградой переименована в подворье Дивногорского монастыря.

## Строители и настоятели
- (чёрный поп) Иеромонах Феодосий
- Иеромонах Тит (упом. 1682)
- Иеромонах Иосиф (конец XVII — начало XVIII столетия)
- Игнатий (1741—1744)
- Игумен Пахомий (1744—1745)
- Игумен Иоаким (упом. 1747)
- Игумен Симеон (упом. 1755)
- Игумен Герасим (ум. 1757)
- Игумен Иероним (упом. 1761)
- Игумен Софроний (ум. 1771)
- Игумен Савватий (до 1774)
- Игумен Иоанникий (1775)
- Строитель Иоасаф
- Строитель Феодосий (упом. 1776)
- Игумен Протасий (упом. 1763—1765)
- Строитель Иерофей (1778—1784)
- Строитель Тимофей Самбикин (до 1787)
- Игумен Иов (до 1794[2])
- Строитель Порфирий (упом. 1794—1808)
- Строитель Иоасаф 2 (1808—1811)
- Строитель Самуил Стебловский (1811—1814)
- Строитель Павел (1814—1820)
- Строитель Анастасий (1820—1822)
- Строитель Платон (1883)
- Строитель Моисей (упом. 1824)
- Строитель Афанасий (1828, при нём монастырь был переведён в Дивы)